# Super Columbine Massacre RPG!
Super Columbine Massacre RPG!, abbreviato in SCMRPG!, è un videogioco di ruolo creato da Danny Ledonne e pubblicato nell'aprile del 2005.
Questo gioco ricostruisce il massacro avvenuto nel 1999 alla Columbine High School vicino a Littleton, Colorado negli Stati Uniti d'America. I giocatori vestiranno i panni dei due assassini Eric Harris e Dylan Klebold autori della strage, vivendo anche flashback riguardanti il loro passato e ulteriori ricordi della loro vita.
Il gioco inizia il giorno della strage e segue le azioni di Harris e Klebold fino al loro suicidio.
Il gioco contiene anche dettagli e pensieri aggiunti dall'autore del gioco che si distaccano dai fatti veramente accaduti, per tentare di giustificare i due carnefici rappresentandoli "romanticamente" come vittime di un sistema che li opprime.